# Cathédrale Saint-Pierre d'Angoulême
Cette  cathédrale n’est pas la seule cathédrale Saint-Pierre.
 (avril 2022).
La cathédrale Saint-Pierre d'Angoulême est une cathédrale de style roman située à Angoulême, dans le département de la Charente.
Église principale du diocèse d'Angoulême, elle fait l’objet d’un classement au titre des monuments historiques par la liste de 1840.

## Historique
Son emplacement, près des remparts de la ville et d’une ancienne porte de la cité, correspondrait à celui d’un sanctuaire primitif, antérieur à la chrétienté, probablement un temple dédié à Jupiter.
Une première cathédrale fut construite au cours du IVe siècle, consacrée à saint Saturnin. L'édifice disparut au moment de la prise d'Angoulême par Clovis en 508, lorsque celui-ci chassa les Wisigoths, après la victoire de Vouillé en 507. Clovis puis le roi Charibert ordonnèrent la reconstruction de la cathédrale en l'honneur de saint Pierre.
Cette deuxième cathédrale fut consacrée en 566 par l'évêque saint Germain de Paris et l'évêque saint Euphrône de Tours et est mentionnée dans l'Histoire des Francs de Grégoire de Tours. Elle fut incendiée, sans doute par les Normands.
La troisième fut l'œuvre de Grimoard de Mussidan, évêque d'Angoulême (991-1018). Il était également abbé de Brantôme en Périgord, et utilisa les revenus de l'abbaye pour financer la construction de la cathédrale. Elle fut commencée vers 991 et consacrée en 1015. Elle ne dura qu'un siècle, ses dimensions étant trop réduites. Il n'en reste que le mur nord dans les deuxième et troisième travées de la nef, sous les fenêtres.
L'Angoumois, au début du XIIe siècle, comptait parmi les plus riches comtés du duché d'Aquitaine, en raison de la fertilité de son sol et du commerce actif. La cité d'Engolesme (Angoulême) pouvait donc se doter d'une vaste cathédrale.
Sa réalisation est due à l'impulsion de Girard II, évêque d'Angoulême (1101-1136). Successivement professeur, évêque et légat de quatre papes, ami des ducs d'Aquitaine, conseiller des comtes d'Angoulême, il se révéla également un artiste de premier plan. Il dirigea les travaux de sa cathédrale sous la surveillance du chanoine Itier Archambaud, mort en 1125. Ceux-ci commencèrent vers 1110 et l'église fut consacrée en 1128.
| - Vue en perspective axonométrique. |

Le chantier commence par la nef, puis continue, vers 1118, avec les parties basse et médiane de la façade occidentale.
Cette date coïncide avec celle de la mort du chanoine Raymond Guérard, qui surveillait les travaux de la basilique Saint-Sernin de Toulouse. Ce décès a, peut-être, permis à Girard de faire venir à Angoulême certains sculpteurs toulousains, qui ont vraisemblablement exécuté les reliefs de la partie basse de la façade. Cette date correspond aussi à la reprise de Saragosse dans la reconquête de l'Espagne contre les Sarrasins, dont certains faits de guerre sont illustrés sur la frise sous le tympan au sud de la porte centrale.
En 1125 la façade s'élève d'un 5e étage. Une lanterne à la croisée du transept et la couverture des coupoles de la nef par une charpente unique. Cela entraîne la surélévation de la façade pour cacher les parties hautes de la nef.
En 1128, une dédicace a lieu dans la cathédrale, ce qui indique qu'une grande partie des travaux du chevet et peut-être la nef étaient réalisés.
En 1136, l'évêque Girard mourut en laissant la partie haute de la façade inachevée.
Vers la fin du XIIIe siècle le chevet et le transept sont enrichis avec six chapelles/absidioles. Car la cathédrale était un lieu de sépulture des comtes d'Angoulême Jean d'Orléans (1400 † 1467), le « Bon Comte Jean d'Angoulême » repose à l'angle entre les marches du chœur et celles du transept sud.
Entre 1562 et 1568 la cathédrale a souffert des guerres de Religion. Elle fut canonnée en 1568 par l'armée protestante conduit par l'amiral de Coligny et le clocher sud détruit.
Pendant la période (1625-1634) la cathédrale fut restaurée et deux tours de guet ont été ajoutées en haut de la façade orientale. On les voit sur la photographie prise en 1851 lors de la Mission héliographique (photo Gustave Le Gray et Auguste Mestral). On peut voir également les clochetons, le chapiteau central, le porche avec la repose des sculptures de chaque côté et de sa double colonnade.
En 1784 une tribune en pierre était construite pour poser un orgue.
La cathédrale a été transformée en temple de la Raison sous la Révolution.
D'importantes restaurations faites de 1852 à 1879, par l'architecte Paul Abadie, sous l'égide d'Antoine-Charles Cousseau, évêque d'Angoulême, ont sensiblement modifié l'intérieur et l'extérieur de l'édifice.
| - La façade en 1851. - La façade en 1856. - La façade en 1883. |

La cathédrale a été classée par les monuments Historiques en 1840.

## Architecture
|  |

| - La nef circa 1890. |

La cathédrale a été construite en petit appareil allongé et moyen appareil de pierre de taille avec le calcaire turonien du plateau sur lequel est construite la ville médiévale.
L'édifice se compose d'une nef unique de trois travées carrées, large de 20 m, surmontées de coupoles sur pendentifs. La nef est suivie d'un transept, aux bras très courts. Sur chaque bras du transept s'ouvre une absidiole semi-circulaire. Chaque bras est prolongé d'une travée sous clocher rectangulaire, sur laquelle était édifiée une tour-clocher.
Un chœur profond, terminé en hémicycle, autour duquel s'articulent quatre absidioles rayonnantes.
À l'intérieur de la nef, la première travée est une reconstruction du XIXe siècle.
| - La coupole de la croisée. |

La croisée du transept est couverte par une coupole octogonale. À l'origine il y avait un étage animé par des arcades aveugles sous le tambour de la coupole. Au XVIIe siècle des baies sont percées au centre de chaque série d'arcades. Au XIXe siècle, Abadie fit détruire cet étage pour le reconstruire en le surélevant et aménager deux baies sur chaque côté de l'octogone, puis reconstruire la coupole. Ce qui augmente considérablement l'éclairage de cette partie de la cathédrale.
Les bras du transept sont éclairés à l'est par un oculus (refait par Abadie) et couverts en berceau.
Le bras sud-est prolongé d'une salle rectangulaire, aménagée au XVIIe siècle, à l'intérieur du soubassement du clocher détruit. Au nord, le soubassement du clocher est d'origine. Sur cette base repose un étage de transition octogonal, animé d'arcades à double rouleau et couvert directement d'un coupole.
Un portail latéral a été ajouté contre la deuxième travée de la nef, au nord et au sud.
Du chevet à chapelles rayonnantes, seule l'abside et l'absidiole sud sont d'origine.

## Façade occidentale
La façade se décompose en quatre registres superposés, peuplés d'arcades plaquées, organisées autour d'une arcade centrale surhaussée plus large que les autres. La façade est couronnée par un pignon triangulaire flanqué de deux clochetons, tous les trois ajoutés lors de la restauration par Abadie. À partir de septembre 2019, elle fait l'objet de travaux d'une restauration générale.
Deux thèmes iconographiques sont développés : l'Ascension et le Jour du jugement.
| - Nord : 2e, 3e et 4e étages. - Centre : 3e et 4e étages. - Sud : 2e, 3e et 4e étages. |

### Les quatre étages de la façade
À l'étage le plus haut, le Christ en Gloire apparaît dans une mandorle, entouré des quatre figures de l'apocalypse symbolisant les quatre évangiles, le tétramorphe.
Le troisième étage est divisé en deux travées. Dans la travée supérieure, au-dessus de la voussure de la fenêtre centrale, se trouvent deux anges de haute taille et quatre anges plus petits. Ils s'adressent aux apôtres afin de leur montrer la céleste vision. Tous leurs regards, ainsi que ceux des élus, dispersés sous de grands arcs, se tournent vers le Sauveur dans une attitude confiante. Au nord et au sud du tympan central se trouvent deux arcades renfermant chacune deux statues. Dans la travée inférieure, au sud, trois apôtres et au nord, deux apôtres et une femme. À chaque extrémité de la travée se trouvent deux reprouvés, qui se tordent de douleur et sont devenus la proie de Satan.
Au deuxième étage, six apôtres, trois de chaque côté, sont situés dans des arcades.
Au rez-de-chaussée, le tympan du grand portail représente le Christ bénissant d'une main et présentant les Évangiles de l'autre. De chaque côté, deux arcades renferment chacune trois apôtres.
|  |

|  |

### La frise sculptée
Au-dessus, court tout le long un bandeau peuplé de scènes de chasse et de guerre. Ces sculptures ont été faites vers 1118-1119, une date qui correspond à la reprise de Saragosse dans la reconquête de l'Espagne contre les Sarrasins. Sans doute sous l'impulsion de l'évêque Girard, cette victoire est illustrée par deux scènes de la Chanson de Roland qui relatent également la victoire de Roland à Saragosse.
La partie gauche de la frise illustre le combat équestre de l'évêque Turpin, avec sa cotte de mailles et sa mitre, contre le géant Abisme, qu'il transperce de sa lance.
Au centre : un gonfanon, puis à droite, Roland, neveu de Charlemagne, poursuit Marsile, roi de Saragosse, tranche de son épée le bras de l'adversaire dont le cheval a déjà tourné bride. Puis, sur la scène suivante, Marsile tombe devant la porte ouverte de Saragosse.

### Les reliefs de cavaliers
| - Saint George et le dragon. - Saint Martin partageant son manteau avec un mendiant. |

Les deux reliefs datent de la restauration du XIXe siècle. Ils sont absents sur les photographies de 1851 et 1856. Il semble qu'il y avait d'autres reliefs de cavaliers à cet endroit, mais ils ont disparu lors d'une modification de la façade en 1808.
- Au sud, une représentation de la charité de saint Martin, qui en étant légionnaire, partage son manteau avec un mendiant en lui offrant la doublure ;
- Au nord, un relief représentant saint Georges tuant le dragon et sauvant la fille du roi de Silène, comme le raconte La Légende dorée.

Le style des reliefs des tympans romans est nouveau en Angoumois et vient du Languedoc. Ils sont l’œuvre des sculpteurs ayant travaillé à la porte des Comtes de la basilique Saint-Sernin de Toulouse, reconnaissable par l'utilisation de plis en virgule. Il a inspiré les sculptures de l'église Saint-Pierre de Châteauneuf-sur-Charente, l'église Saint-Léger de Cognac, entre autres.
Les végétaux à feuilles grasses des chapiteaux, également nouveaux, s'inspirent de la tradition poitevine de sculpture, par exemple à l'église Saint-Hilaire de Melle ou à l'église Notre-Dame de Surgères.

### Les travaux de restauration sur la façade occidentale
La façade occidentale fait l'objet de travaux de restauration, depuis 2019 et pour une durée de 27 mois, sous la conduite de Denis Dodeman, architecte en chef des Monuments historiques. 

#### Organisation, calendrier et coût des travaux
La cathédrale Saint-Pierre d’Angoulême appartient à l’État – ministère de la Culture. La Direction régionale des affaires culturelles (DRAC) Nouvelle-Aquitaine est chargée des travaux d’entretien et de restauration sur ce monument. La Conservation régionale des Monuments historiques (CRMH), site de Poitiers et l’Unité départementale de l’architecture et du patrimoine de la Charente (UDAP 16) assurent le contrôle scientifique et technique (CST) de cette restauration. Le financement de ce chantier est assuré à 100 % par l'État - ministère de la Culture. 
Cette opération est lancée en une seule phase d’intervention et comporte huit lots pour un montant total de 1 300 000 euros. La réalisation des panneaux et des bâches de chantier a été conçue par Olivier Thomas, auteur et dessinateur de bande dessinée, pour permettre une médiation autour du chantier sur les palissades.
Un cycle de conférence a été réalisé durant l'avancement du chantier par le Pays d'art et d'histoire de Grand'Angoulême et le CRMH - site de Poitiers.

#### Travaux prévus
Sont pris en compte dans la restauration la façade occidentale mais également les faces latérales, l'arrière du massif occidental, la couverture et le comble associé, les espaces intérieurs de la tribune d’orgue. Un échafaudage de 40 mètres de haut sur plus de 19 mètres de large et de 8 mètres de profondeur est mis en place. Des bâches de protection seront posées et illustrées. Un tunnel de protection permettra de conserver une entrée par le portail occidental tout en assurant la sécurisation du chantier et du public. La couverture sera révisée à l'identique (tuile creuse) avec remplacement de la volige et réfection des ouvrages d'étanchéité à neuf. Les chéneaux et les descentes sont également révisés. Les grillages anti-volatiles actuels seront déposés car en très mauvais état, et remplacés par des grillages déperlants anti-volatiles en cuivre pour les cinq oculi. 
La couverture en pierre de clochetons sera nettoyée, traitée et rejointoyée. Les grillages en place dans les baies des clochetons seront vérifiés. Traitement biocide des mousses et des lichens qui se sont développés sur les parties en saillies : chapiteaux, entablements, frises des arcatures aveugles, fûts des colonnes adossées ainsi que sur les parties en creux. Une éradication de la végétation sera également effectuée. Le nettoyage des parements sur les parties anciennes et les parties sculptées, se fera par désincrustant neutre de type latex ou compresse d’argiles.
Le nettoyage des parties hautes se fera par micro-gommage à basse pression à sec ou par cryogénie. Les zones de parements contaminées au chlorure de sodium, seront dessalés et les anions solubles devront être extraits. Des essais seront réalisés par application de compresses et cataplasmes. En fonction des résultats, ce procédé d'intervention sera systématisé aux parements extérieurs et intérieurs. Des contrôles après chaque intervention seront réalisés. Une désagrégation de l'épiderme a pu être observée sur les parties originelles particulièrement exposées aux intempéries. L'étude préalable fait apparaître la caractérisation de plus de douze mortiers différents d'époques et de constitution différentes. Des mortiers de ragréage ont été mis en place lors des restaurations des années 1970.
Ces compléments de modénatures, réalisés pour permettre une meilleure lecture de la façade, sont aujourd'hui jaunis et se dissolvent sous l’action de la pluie et de la pollution environnementale. La dépose des éléments métalliques exogènes sera effectuée, ainsi que le traitement par consolidant de pierre en recherche au silicate d'éthyle sur les parements anciens. La dépose des pierres de parements unis ou de moulures fracturées ou desquamées et remplacement à l'identique sur les parements récents et en recherche sur les parements anciens. Les pierres de soubassement altérées puisque directement soumises aux remontées capillaires seront substituées par des pierres neuves identiques à celles déjà restaurées par deux fois au XIXe siècle. Les sculptures, seront nettoyées, et recevront un traitement pré-consolidant ainsi qu’une consolidation spécifique.
Pour les plus altérées, elles seront déposées et entreposées dans le dépôt archéologique départemental. Des pierres neuves de Sireuil seront taillées et sculptées représentant les apôtres et les personnages à l'identique. La lame d'épée de saint Georges sera remise en place. Le vitrail axial sera déposé et restauré ainsi que le vitrail nord. Le comble du massif occidental sera nettoyé, la végétation éradiquée, et recevra un traitement biocide. Les joints ciment seront purgés et refaits à la chaux. La main courante sera recelée.

## La tour clocher et les cloches
|  |

Le clocher nord, d'une hauteur de 59 m, se compose de six étages. Le clocher, sauf le premier étage, est une complète reconstruction du XIXe siècle.
- Le premier étage est éclairé sur chaque face par une baie en plein cintre aux piédroits lisses ;
- Le deuxième étage est décoré de quatre arcades aveugles qui dissimulent le niveau de la coupole ;
- Sur le troisième, deux baies géminées et bilobées animent chaque face ;
- Le quatrième étage, en retrait par rapport aux autres, est percé de trois baies à double voussure ;
- Le cinquième est percé de trois baies en plein cintre, recevant un placage de trois baies bilobées ;
- Le sixième est flanqué d'une courte colonne dans chaque angle ; quatre baies animent chacune de ses faces.

Avant la restauration, une flèche à pans coupés, couverte d'ardoise, couronnait le clocher. La flèche est bien visible sur la photographie ci-dessus, prise en 1851, avant la restauration d'Abadie.
Cette tour abrite une sonnerie de cinq cloches fournie par la fonderie GUILLAUME, père et fils fondeurs à Angers, en 1863.
Dimanche 23 octobre 1863, monseigneur Antoine-Charles Cousseau, évêque d'Angoulême, baptisa ces cinq cloches :
- Pierre et Paul (bourdon) : la 2 - 4,120 kilos

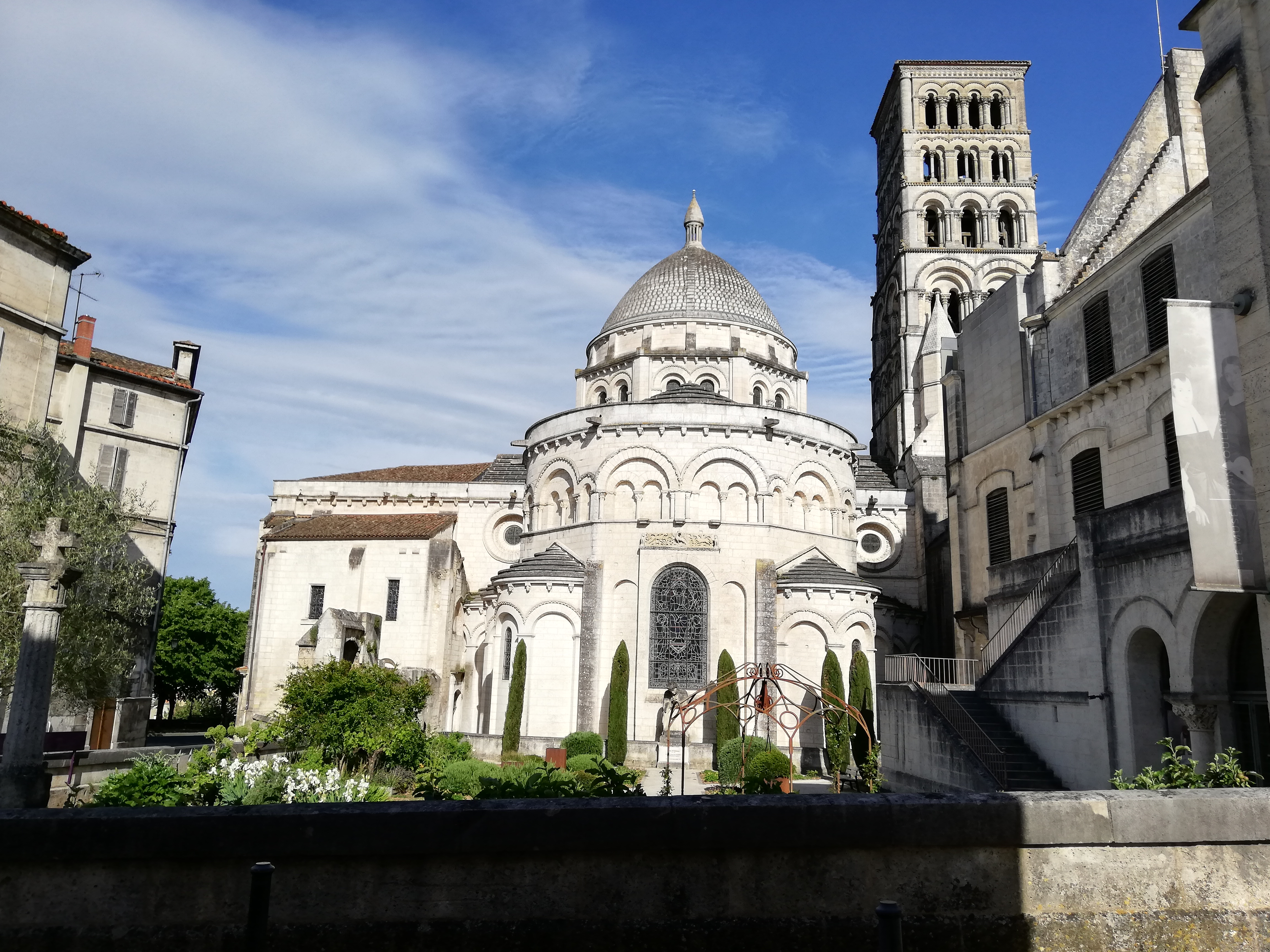
La coupole vue du jardin du musée.

- Marie : ré 3 - 1,600 kilos

- Caroline : mi 3 - 1,150 kilos

- Marguerite : fa # 3 - 810 kilos

- Henriette : sol 3 - 622 kilos

## La coupole
La coupole a été reconstruite au XIXe siècle en style néo-byzantin, semblable à celui adopté lors de la restauration concomitante de la cathédrale Saint-Front de Périgueux et plus tard pour la construction de la basilique du Sacré-Cœur de Paris.  

## La porte de la Miséricorde
Comme beaucoup d'autres sites religieux à travers le monde, la cathédrale Saint-Pierre d'Angoulême possède une porte de la Miséricorde, une porte qui, en marge des portes saintes ouvertes tous les 25 ans ou selon les exceptions fixées par le pape de Rome lors du déroulement des Années saintes ou Jubilés, a été établie à la cathédrale Saint-Pierre d'Angoulême à la suite du désir du pape François de voir l'actuel Jubilé de la Miséricorde se répandre partout dans le monde. En somme cette porte, comme toutes les autres portes de la Miséricorde, seconde les Portes Saintes quant à leurs rôles dans le présent Jubilé de la Miséricorde proclamé par le pape François qui s'étend du 8 décembre 2015 au 20 novembre 2016,.

## Le trésor
Le projet de la mise en valeur du trésor de la cathédrale d’Angoulême a été initié dès 2008. En 2010, l’État en a confié la scénographie au sculpteur Jean-Michel Othoniel, dans le cadre d'une commande publique artistique.
Le trésor occupe la chapelle gothique Saint-Thibaud, située le long du mur oriental du transept sud de la cathédrale, ainsi que deux salles au premier étage de cette chapelle. Le parcours s'effectue en "3 stations", dont l'artiste a entièrement transformé l'espace, et présente près de 150 objets d'art sacré restaurés.
La première salle au rez-de-chaussée est dédiée au lapidaire récupéré par Abadie lors de la première restauration de la cathédrale au XIXe siècle.
La seconde salle à l'étage, consacrée à l’Engagement, est dédiée à la figure du prêtre et aux rituels qui l'accompagnent dans sa foi (avec un mobilier orné de perles noires en verre soufflé de Murano, inspirées des chapelets de prière).
La troisième salle à l'étage (dite Le Merveilleux) est une explosion d’or et de couleurs avec nombre de vitraux à fond bleu, réalisés par les ateliers Loire (Chartres). Les murs sont ornés d’une tapisserie à motif or et bleu (faite à la main par l’atelier Offard de Tours). Symboliquement, les lignes du sol, des murs et des vitraux convergent au centre de la croix du grand vitrail. Enfin, devant ce dernier est apposé un reliquaire, créé par l'artiste, destiné à abriter une relique de saint Pierre Aumaître, prêtre charentais mort en 1866 en martyr en Corée et canonisé en 1984.
Cette inauguration s'inscrit aussi dans un projet plus large, engagé dès 2007 par la Direction régionale des affaires cultures et la Conservation régionale des Monuments historiques, visant à restaurer l'état néo-roman de la cathédrale, fortement remanié au XIXe siècle.
Dans le cadre de la réalisation de ce chantier un film a été réalisé et un ouvrage publié.
Le trésor est ouvert à la visite, sur réservation auprès de l'Office de tourisme du Pays d'Angoulême.

## L'orgue

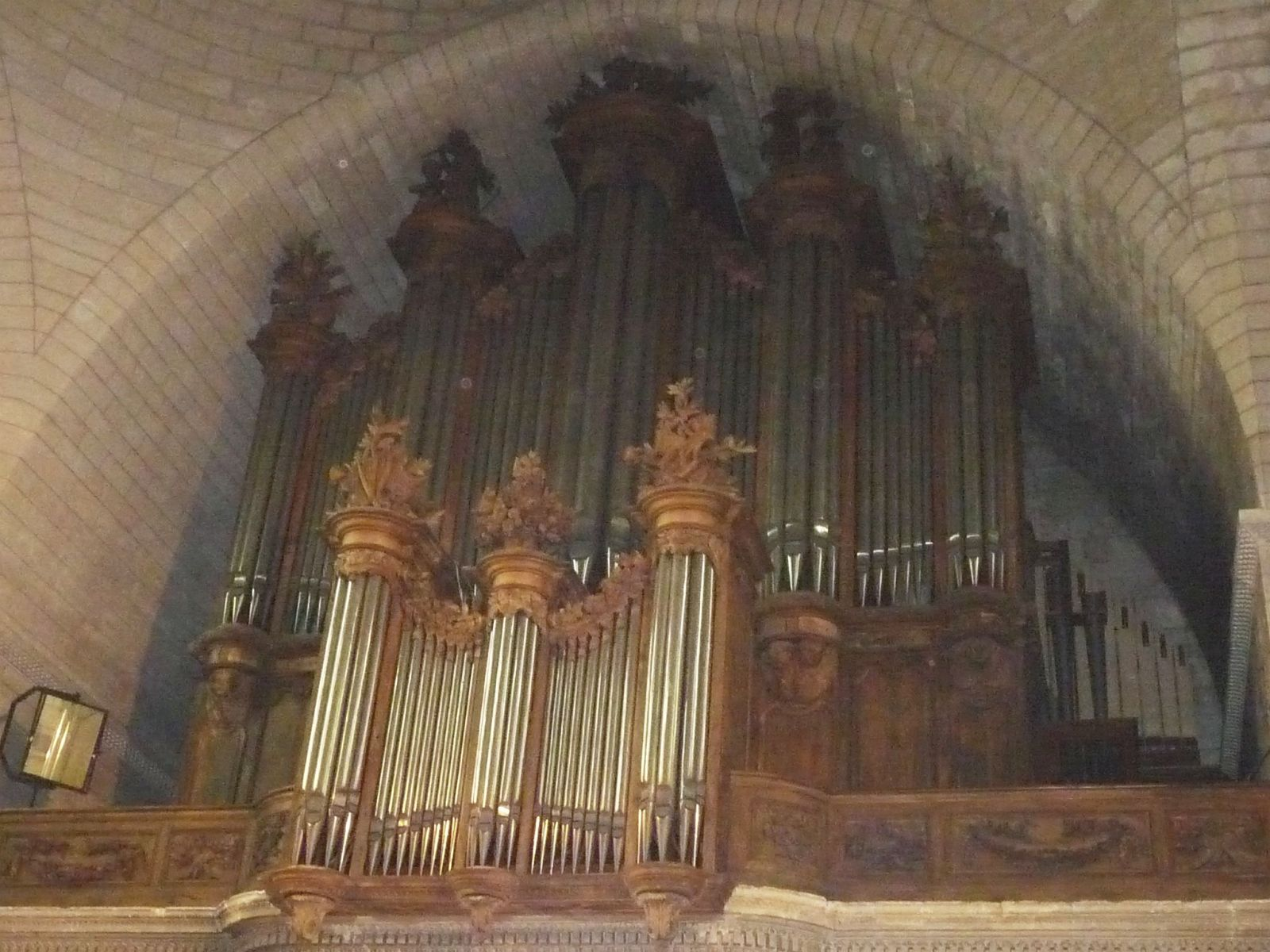
L'orgue en 2009 avant sa restauration.

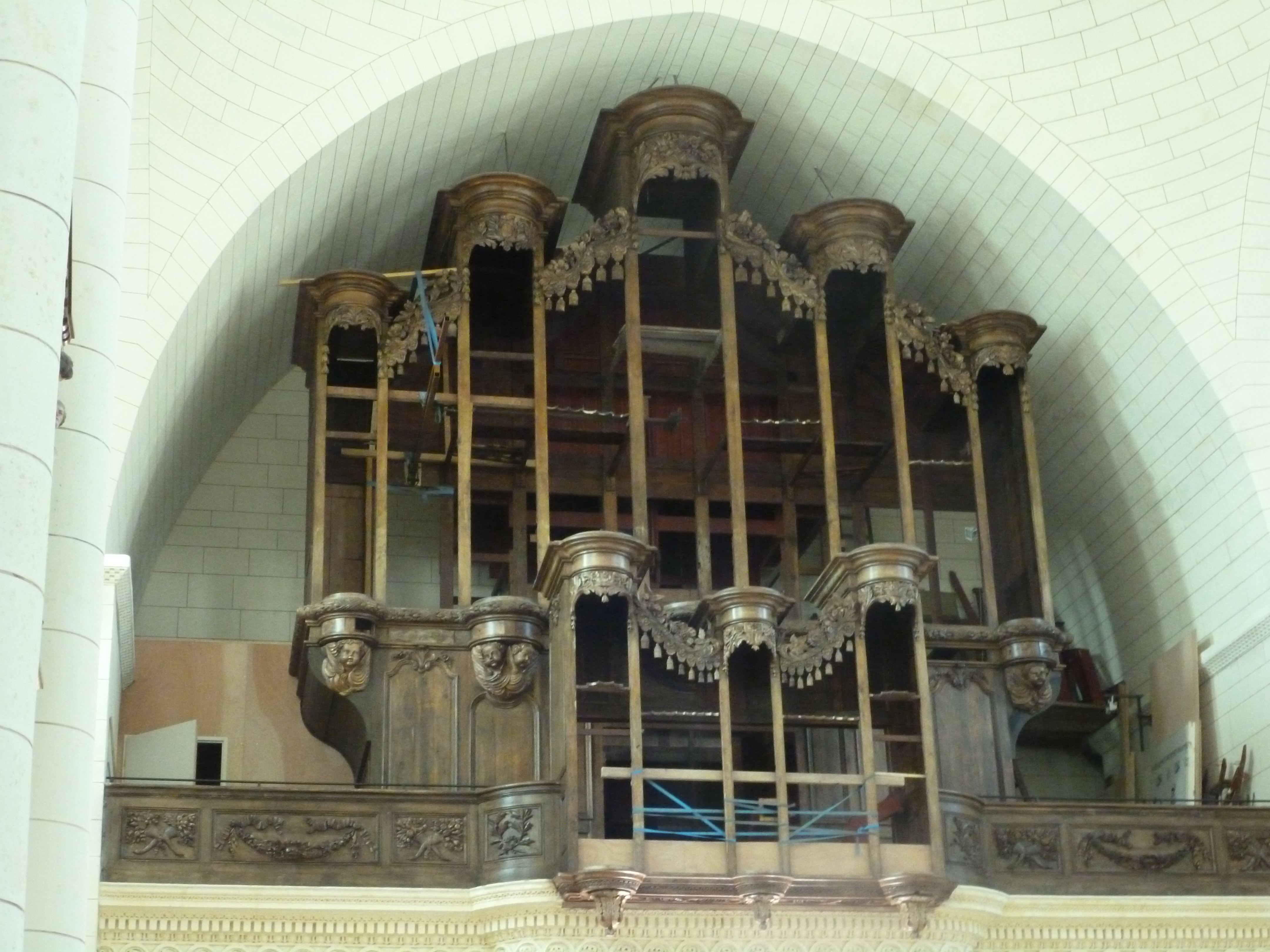
2014 : restauration en cours, l'orgue sans ses tuyaux.

Orgue classique français de 44 jeux construit par Simon-Pierre Miocque en 1781
Modification en 1931 par Puget
Reconstruction en 1965 par Beuchet-Debierre avec la composition de Maurice Duruflé de l'instrument néoclassique actuel de 55 Jeux
Accord général et entretien dans les années 1990 2000 par Jean Pascal Villard
Restauration en 2013-2015 par Giroud Successeurs 

Composition
| Plenum : 61 notes |
| Montre 16'        |
| Montre 8'         |
| Principal 8'      |
| Prestant 4'       |
| Doublette 2'      |
| Fourniture IV     |
| Cymbale IV        |
| Cornet V          |
|                   |
|                   |
|                   |
|                   |
| Grand Orgue 61 n  |
|                   |
| Bourdon 16'       |
| Flûte harm. 8'    |
| Flûte 4'          |
| Nasard 2' 2/3     |
| Quarte 2'         |
| Tierce 1' 3/5     |
| Bombarde 16'      |
| Trompette 8'      |
| Clairon 4'        |

| Positif Dorsal 61 notes |
| Montre 8'               |
| Bourdon 8'              |
| Prestant 4'             |
| Flûte 4'                |
| Nasard 2' 2/3           |
| Doublette 2'            |
| Tierce 1' 3/5           |
| Larigot 1' 1/3          |
| Fourniture IV           |
| Cymbale III             |
| Trompette 8'            |
| Cromorne 8'             |
| Clairon 4'              |

| Récit expressif 61 notes |
| Bourdon 8'               |
| Gambe 8'                 |
| Voix céleste 8'          |
| Flûte 4'                 |
| Flûte 2'                 |
| Cornet V                 |
| Basson-hautbois 8'       |
| Voix humaine 8'          |
|                          |
|                          |
|                          |
|                          |
| Solo expressif 61 notes  |
|                          |
| Bourdon 16'              |
| Principal 8'             |
| Prestant 4'              |
| Plein jeu IV             |
| Trompette 8'             |
| Clairon 4'               |

| Pédale 32 notes |
| Soubasse 32'    |
| Flûte 16'       |
| Bourdon 16'     |
| Flûte 8'        |
| Basse 8'        |
| Flûte 4'        |
| Flûte 2'        |
| Bombarde 32'    |
| Bombarde 16'    |
| Trompette 8'    |
| Clairon 4'      |

Transmission électro-pneumatique
Combinateur informatisé
Crescendo
Ordre des claviers programmables
Accouplements 16, 8, 4
Tirasses 8, 4
Expression Récit Solo
Trémolo Récit Solo
Organiste Titulaire :
Frédéric Ledroit
Ancien organiste titulaire :
Paul Brunet